# Leiestes
Leiestes är ett släkte av skalbaggar som beskrevs av Louis Alexandre Auguste Chevrolat 1836. Leiestes ingår i familjen svampbaggar.
Släktet innehåller bara arten Leiestes seminiger.